# Pieter van der Aa
Pour le jurisconsulte flamand, voir Petrus van der Aa. Pour les autres homonymes, voir Van der Aa.
Pieter van der Aa (également francisé en Pierre van der Aa) est un géographe et libraire-éditeur néerlandais établi à Leyde, né en 1659 et mort en 1733.

## Biographie
Pieter van der Aa est né en 1659. Il s'établit à Leyde en 1682 où il s'associe avec ses deux frères, Hildebrand, graveur, et Baudouin, imprimeur.
Il publia au commencement du XVIIIe siècle un grand nombre de cartes géographiques, et des recueils de voyages. Ses éditions des ouvrages sur la botanique, la médecine, et les antiquités par Vaillant, Malphigi et Gronovius, ont obtenu plus de succès.
Son frère cadet Hildebrand a consacré son burin aux entreprises de son aîné.
Il est mort en août 1733.

## Publications

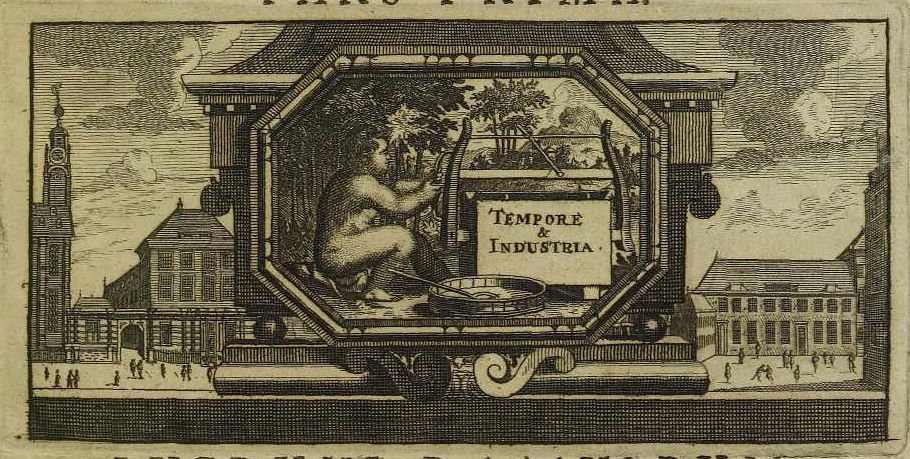
Marque de Pieter van der Aa (BEIC)

- Galerie agréable du monde[5]. Collection de gravures avec des explications historiques en 66 volumes in-folio. Elle n'est recherchée que parce qu'il est rare d'en trouver des exemplaires complets.
- Itinera per Helvetiae alpinas regiones, de J. J. Scheuchzer,1723, quatre parties illustrées, en deux volumes in-quarto.
- Recueil de voyages curieux en Perse, en Tartarie et ailleurs, avec cartes et figures. Leyde, 1729 ; La Haye, 1733, 2 volumes[6] (faussement attribué à Pierre Bergeron[7],[3].
- Versameling der gedenkwaardigste Zee en Land Reysen na Oost en West Indien [Recueil des voyages les plus mémorables dans les Indes orientales et occidentales], Leyde, 1707, 28 vol. (réimpr. Leyde, 1727, 8 vol.).
- Icones arborum, fructicum et herbarum exoticarum, Haller, in Bibliotheca botanica t. II, p. 33.
- Sébastien Vaillant, Botanicon Pariensiense, Leyde, 1723. Avec des gravures de Claude Aubriet.
- Jakob Gronovius, Thesaurus Antiquitatum græcarum, Leyde, 1697-1702, 13 vol.
- Johann Georg Grævius, Thesaurus Antiquitatum romanorum, Utrecht, 1694-1699, 12 vol.
- Johann Georg Grævius, Thesaurus Antiquitatum et Historiarum Italiae, Leyde, 1704-1723, 30 vol.
- Johann Georg Grævius, Thesaurus Antiquitatum et Historiae Siciliae, Leyde, 1723-1725, 15 vol.
- Érasme, Œuvres, Leyde, 1703-1706, 11 vol.

## Galerie

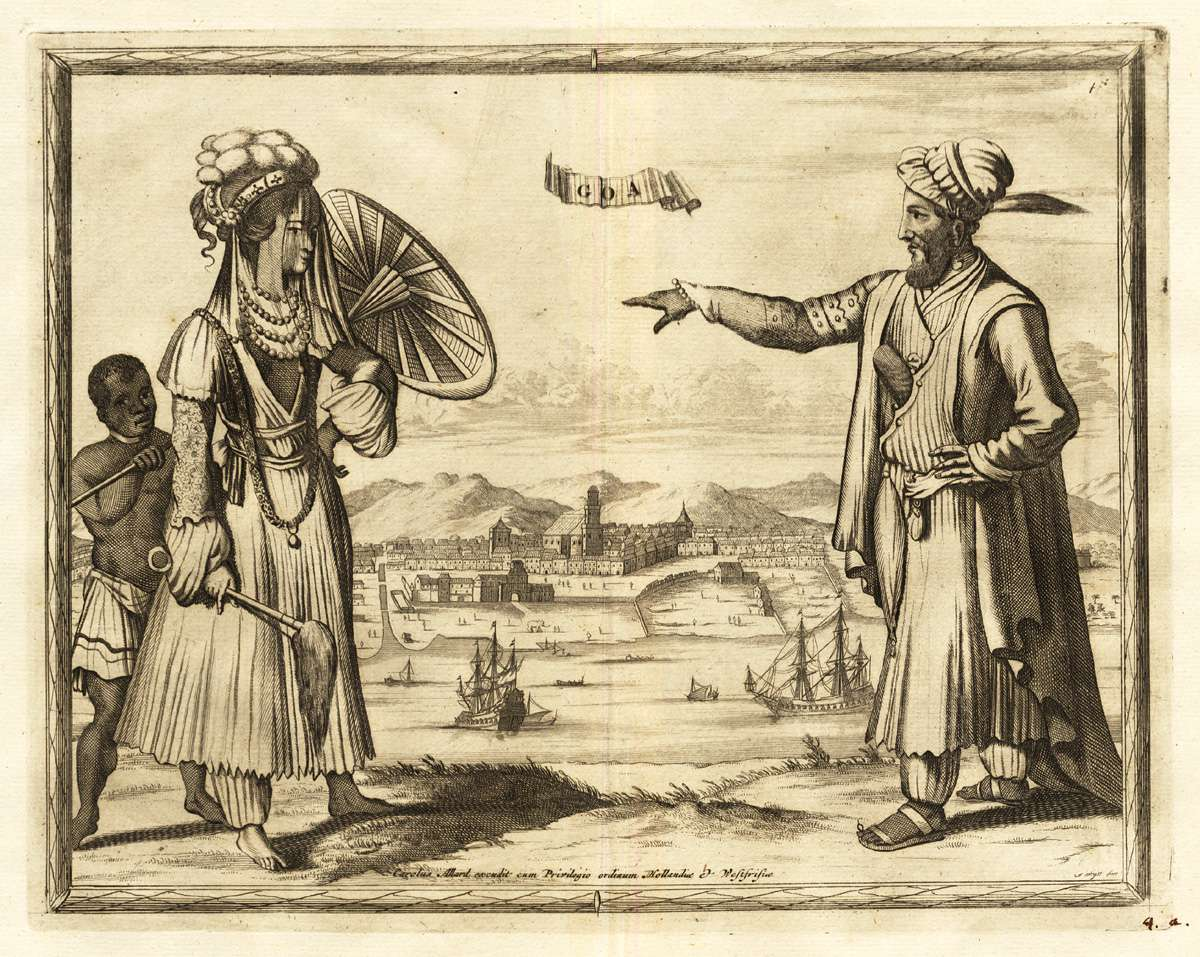
Un homme et une femme accompagnés d'un jeune esclave noir, dans la colonie portugaise de Goa, 1725.
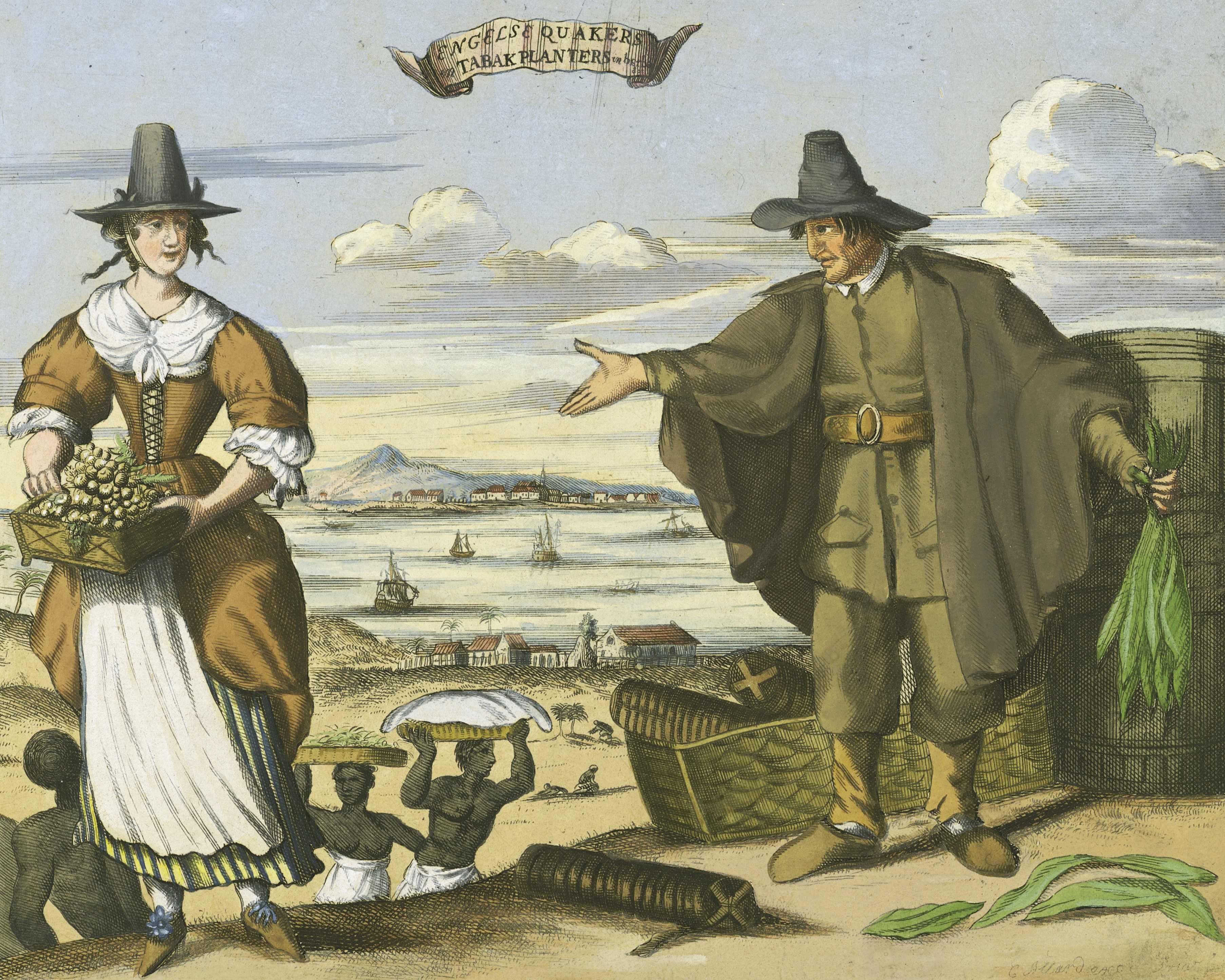
Quakers anglais planteurs de tabac et leurs esclaves à la Barbade au XVIIe siècle (gravure de 1726).